# Avicenna
Avicenna (latinsk form av arabiska: Ibn-Sina, ابن سينا, eller Abu Ali Sina, أبو علي سينا, persiska: پور سینا Pur-e Sina), född omkring 980, död i juni 1037, var en persisk läkare, filosof, poet och vetenskapsman.
Avicenna författade den medicinska encyklopedin Canon (Qânûn), som kombinerade det antika medicinska arvet från Galenos med traditionell persisk läkekonst. Det blev ett standardverk i Europa under högmedeltiden och var betydelsefullt för att återetablera det antika vetandet inom medicin.

## Biografi
Avicenna föddes omkring 980 i Afsana nära Buchara i Persien, nuvarande Uzbekistan. Hans livshistoria, som han skrev för sin elev Abu Ubaid al-Juzjani, har gett mer information om honom än andra islamiska filosofer tack vare tilläggsinformation som gavs av Abū 'Ubayd al-Jūzjānī och överfördes av Ali Ibn Yusuf al-Qifti och Ibn Abi Usaybi'a. Ibn Sina är känd i den islamiska världen under namnet "ash-shaykhu'r-rais", som gavs till honom av medeltida lärda och tänkare för att uttrycka hans unika position inom vetenskap och filosofi. Han har också kallats "hujjatul-haq, sharaful-mulk, ad-dastur" och liknande epitet. I västvärlden kallas han oftast Avicenna och kallas "filosofernas prins". Hans far, Abdullah, som ursprungligen var från Balkh, bosatte sig i huvudstaden Buchara under Samanid-styret av Nuh bin Mansur. Abdullah, som anses ha fått en god utbildning och anammat Ismaili-åsikter, var ständigt i kontakt med Ismaili-daierna. Som ett resultat av denna kontakt blev hans hus förvandlat till ett centrum för diskussioner om filosofi, geometri och indisk matematik. Ibn Sina, som fann sig själv i dessa diskussioner, fick en tidig introduktion till filosofiska ämnen.
På grund av hans exceptionella intelligens drog Ibn Sina uppmärksamheten till sig vid en ung ålder. Han lärde sig först Koranen utantill och studerade sedan språk, litteratur, teologi och rättsvetenskap. Trots att Ibn Sina bara nämner Abu Muhammad Ismail bin Husein al-Zahid som en av hans lärare under denna tid, antas det att han särskilt studerade språk och litteratur med Abu Bakr al-Berki. Ibn Sina, som bedrev en intensiv läsningsverksamhet inom religiösa studier, uppnådde en hög nivå inom detta område. Efter att ha lärt sig grundläggande kunskaper i geometri, aritmetik och filosofi av sin far, läste han på begäran av sin far Mahmud al-Messah (Messahi / Misahi [?]) om indisk aritmetik. När Abu Abdullah al-Natili kom till Bukhara, välkomnade hans far honom hemma för att undervisa hans son. Ibn Sina började läsa Porphyrios 'logikbok "Eisagoge" och diskutera inom det här ramverket med Al-Natili. Hans lärare var imponerad av hans överlägsna framgång och rekommenderade hans far att han inte skulle syssla med något annat än vetenskap. Efter en tid insåg Ibn Sina att hans lärare inte var tillräcklig inom logikområdet, så han började läsa böcker om ämnet på egen hand och undersöka kommentarer. Under tiden läste han de första fem eller sex kapitlen av Euklides "Elements" från Natili och försökte lösa resten av boken på egen hand. Därefter fortsatte han till  "Almagest" av Klaudios Ptolemaios; efter att ha avslutat början av verket och kommit till avsnittet om geometriska figurer, sa hans lärare att han kunde läsa resten av boken på egen hand. Till slut nådde Ibn Sina en hög nivå inom astronomi. När Al-Natili lämnade Bukhara för att besöka Urgentj, fokuserade han på texter och kommentarer om fysik, metafysik och andra filosofiska ämnen. Efter att ha arbetat med dessa texter och kommentarer, uppnådde han en god grund inom alla discipliner inom filosofi och började sedan studera medicin. I källorna nämns namnen på Ibn Sinas lärare inom medicin, bland annat Abu Sehl Isa bin Yahya al-Masih och Abu Mansur Hasan bin Nuh al-Kumri, som var läkare vid Samanidens hov. Det verkar som att Ibn Sina, precis som i andra ämnen, efter att ha tagit lektioner från sina lärare för en tid, började läsa medicinska verk på egen hand. På detta sätt uppnådde han en hög nivå inom medicin och farmakologi och vid sexton års ålder var han redan en auktoritet inom medicin, och många läkare drog nytta av hans kunskap. Ibn Sina utvecklade sin kunskap inom medicin genom att tillämpa teorierna i praktiken.
Under tiden fortsatte Ibn Sina att studera Fiqh och utvecklade sin kunskap så mycket att han kunde delta i debatter. Senare började han granska böcker om logik och filosofi igen. Under en och en halv år gjorde han framsteg inom områdena logik, matematik och fysik och började undersöka verk inom metafysik. Trots att han läste Aristoteles Metafysik flera gånger, kunde han inte förstå innehållet och författarens avsikt helt på grund av den troligtvis dåliga översättningen till arabiska. Men när han råkade få tag i och läsa Al Farabis verk "Al-Ibane an Gharazi Aristotalis fi Kitabi Ma Ba'de't-Tabia" kunde han lösa detta problem.
Ibn Sina, som hade blivit känd inom filosofi och medicin, blev inbjuden till palatset efter att Samanid-härskaren Nuh bin Mansur drabbats av en allvarlig sjukdom. Efter att ha samarbetat med palatsläkarna lyckades han uppnå en relativ framgång i sultanens behandling. Ibn Sina, som blev utnämnd till palatsläkare vid arton års ålder, fick tillgång till den rika palatsbiblioteket och möjligheten att läsa och undersöka medicinska verk. Efter en tid hade han möjlighet att läsa många verk av läkare och tänkare som han inte ens hade hört talas om tidigare i det brända och förstörda biblioteket.
Det finns inte mycket information om Ibn Sinas (Ibn Khallikan, II, 158-159) aktiviteter under denna period då det verkar som att han fortsatte sin tjänst vid palatset under Mansur b. Nuh och Ismail b. Nuh el-Muntasir efter Nuh b. Mansur's död 997. Men det är känt att han också arbetade med att skriva böcker under denna tid. När Abu'l-Husayn al-Arûzî föreslog att han skulle skriva en omfattande bok om vetenskap och filosofi, som inkluderade alla ämnen utom matematik, skrev han en bok kallad "el-Ḥikmetü'l-'arûziyye". På begäran av Abu Bakr al-Berki skrev han också en uppsats kallad "el-Ḥâṣıl ve'l-Maḥṣûl" i ungefär tjugo volymer och en annan uppsats kallad "el-Bir ve'l-ism".
Efter sin fars död 1003 blev Ibn Sina mer involverad i politiska relationer. Även om det inte är helt klart varför denna förändring skedde, kan det ha varit på grund av den situation som Samanid-dynastin befann sig i. Staten hade nämligen genomgått viktiga skakningar några år före Ibn Sinas fars död och kollapsade år 1005. Därför var Ibn Sina tvungen att lämna Bukhara och resa till olika regioner för att hitta en lämplig plats för sig själv. Först gick han till Urgentj (Urgench), en stad i Khwarazm. Där presenterade Abu'l-Husayn al-Suhayli (al-Sehli [?]), som var en filosofiskt intresserad vesir, honom för en lokal emir vid namn Ali b. Ma'mun. Emir Ali, som också var en filosofisk person och en dygdig och älskad person, gav Ibn Sina en lön under tiden han stannade i Gurganj. Bland emirens hov fanns också lärde som Biruni, Abu Sehl al-Masihi, Ibn al-Hammar och Ibn Iraq. Under denna tid höll Ibn Sina och Biruni några debatter om fysik och astronomi. Enligt informationen som gavs av Nizamî-i Aruzî fortsatte dessa lärde sina vetenskapliga aktiviteter i en atmosfär av vänskap, men en händelse störde deras fred. Mahmud av Ghazni skickade ett brev till Amir Ali b. Me'mun och bad honom att skicka de lärde i hans hov till sitt palats. Ibn Iraq, Ibn al-Hammar och Biruni accepterade inbjudan, medan Ibn Sina och Abu Sehl al-Masihi bestämde sig för att inte gå. De lämnade också Gurganj eftersom de ansåg att det var farligt att stanna där. Mahmud av Ghazni lät göra och sprida Ibn Sinas porträtt i olika regioner för att hitta honom, men utan resultat.
Efter att ha besökt Neyshabur, Baverd, Tus, Shakan, Semenekan och Jajarm gick Ibn Sina till Jorjan för att träffa Ziyaridernas härskare Kabus bin Wushmgir. Men under tiden blev Emir Kabus arresterad och fängslad i en fästning och dog där, så Ibn Sina gick till Dihistan mellan Jorjan och Khwarezm. Medan han var i det området, drabbades Ibn Sina av en allvarlig sjukdom år 1012 och återvände samma år till Jurjan. Där träffade han Abu Ubayd al-Juzjani, som senare skrev hans biografi och aldrig lämnade honom. Ibn Sina reste i sju år till platser där hans talang inte uppskattades och han inte fick någon lämplig beskyddare, enligt en av hans dikter (Ibn al-Qifti, s. 272; Ibn Abi Usaybia, s. 439). Men i Jurjan tycks Ibn Sina ha funnit en bekväm miljö. Faktum är att Abu Muhammad al-Shirazi, en person som var intresserad av kunskap, köpte ett hus åt honom och gav honom vissa möjligheter. I en sådan miljö skrev Ibn Sina sina verk och undervisade i vetenskapliga och filosofiska ämnen. Enligt biografin som skrevs av Juzjani, dikterade Ibn Sina en bok om logik vid namn "el-Muḫtaṣarü'l-evsaṭ" till sin elev. Han skrev även "el-Mebdeʾ ve’l-meʿâd" och "el-Erṣâdü'l-külliyye" för Abu Muhammad al-Shirazi. Dessutom skrev han många andra verk här, inklusive "el-Ḳānûn fi’ṭ-ṭıbb" och "Muḫtaṣarü’l-Mecisṭî".
Efter att ha stannat i Jurjan i två år, åkte Ibn Sina till Rayy och träffade Seyyide, hustru till guvernören av Buyider, och hennes son Mecdüddevle. Han accepterade att behandla Mecdüddevle som led av melankoli och etablerade sin vetenskapliga auktoritet. Eftersom Mecdüddevle var en medlem av Buyider, markerade detta händelse början på förhållandet mellan Ibn Sina och Buyider. Medan han var i Rayy skrev Ibn Sina sin bok "el-Me'ad". Efter att ha behandlat Mecdüddevle, åkte han till Qazvin och sedan till Hamadan. Där arbetade han för Kezbaneveyh. Senare behandlade han Buyider härskare Shams al-Dawla som led av kolik och bodde i hans palats. Ibn Sina lyckades bota ledaren och tjänade hans vänskap tillsammans med många belöningar. När Shams al-Dawla ledde en expedition till Kermanshah, deltog han i kriget vid hans sida. Efter att kriget slutade i nederlag återvände han till Hamadan med Shams al-Dawla. Efter detta händelseförlopp erbjöds Ibn Sina posten som vesir och han accepterade. Men efter oro inom armén bröt det ut ett uppror. Upprorsmän belägrade Ibn Sinas hus, fängslade honom och konfiskerade all hans egendom. Dessutom begärde de att Shams al-Dawla skulle döda Ibn Sina. Eftersom Shams al-Dawla inte ville uppfylla begäran, avlägsnade han Ibn Sina från hans position för att lugna upproret. Ibn Sina var tvungen att gömma sig i Sheikh Abu Sa'd al-Dahduk's hus i fyrtio dagar. Men när Shams al-Dawla blev sjuk igen bad han Ibn Sina att behandla honom och Ibn Sina återigen fick positionen som vesir. Dessutom fick han mer uppmärksamhet och belöningar än tidigare. Under denna tid försummade inte Ibn Sina att utbilda elever. På dagarna var han upptagen med statliga angelägenheter, så han undervisade på natten, särskilt läste han delar av sina verk som "Al-Shifa" och "Al-Qanun fi al-Tibb" för sina elever. Det är inte helt känt vem dessa elever var, men det har rapporterats att de inkluderade Abu Abdullah al-Ma'sumi, Abu Mansur Ibn Zayl och Behmenyar bin Marzuban al-Azerbaijani.
Senare var Ibn Sina tvungen att delta i en kampanj som Shams al-Dawla organiserade mot Tarim. När kungen blev sjuk igen nära Tarim ville soldaterna ta honom till Hamedan, men Shams al-Dawla dog på vägen och ersattes av sin son, Sama al-Dawla (412/1021). Den nya kungen bad Ibn Sina att fortsätta som vesir, men filosofen accepterade inte detta. På grund av detta bröt han med Buyiderna, men kunde inte lämna Hamedan och stannade en tid gömd hos en man vid namn Abu Galib al-Attar. Under tiden han bodde där, på begäran av Juzjani, avslutade Ibn Sina den naturliga delen av "Al-Shifa", förutom "Al-Hayawan" och "Al-Nabat", och avslutade också teologidelen. Han skrev också en del av logikdelen.
Spänningarna mellan Ibn Sina och Buyiderna ökade och till och med Shams al-Dawla's andra son, Taj al-Mulk, hävdade att han i hemlighet korresponderade med Kakuyid-härskaren Ala al-Dawla Muhammad bin Rustam. Ibn Sina förnekade anklagelsen, men på grund av fiendskapen som vissa människor hade mot honom fängslades han i Fardajan-fästningen 1023. Filosofen som var fängslad i fyra månader i fästningen, frigavs efter att Ala al-Dawla hade erövrat Hamedan och utnämndes till vizir i Hamedan av Abu Talib al-Ulvi (Al-Alevi [?]). Medan han var fängslad skrev Ibn Sina böckerna "Al-Hidayah", "Hayy bin Yaqzan" och "Al-Qanun al-Tibb". Under tiden han bodde hos Abu Talib al-Ulvi, avslutade han också den logiska delen av "Al-Shifa".
Efter alla dessa händelser litade inte Ibn Sina på Tadj al-Mulk som ville hålla honom kvar. Troligtvis lämnade han Hamedan i hemlighet år 1024 med sin bror, två tjänare och en elev för att åka till Esfahan. Efter en besvärlig resa anlände de till Tabaran-området nära Esfahan. Han välkomnades av sina vänner och Alauddawla Mohammad bin Rustam's anhöriga och blev gäst hos Abdullah bin Babis hus.
Efter en tid deltog Ibn Sina i Alauddawlas sammankomster där han fick respekt. Nizami Aruzi uttryckte att Alauddawla hade utnämnt Ibn Sina till vizir och att de viktigaste frågorna var under hans ansvar. Han sade också: "Sanningen är att ingen härskare har haft en vesir som Abu Ali efter att Aristoteles blev Alexander den stores vesir. Alauddawlas vetenskapliga möten gjorde det möjligt för filosofens berömmelse att spridas runt Isfahan. Under denna period fortsatte filosofen att arbeta med sina vetenskapliga studier och försökte fullborda några av sina ofullständiga verk, såsom "esh-Shifa". Han utvecklade också några av sina verk inom matematik, astronomi och musik. Han skrev nya verk, inklusive böcker som heter "en-Necat" och "Dânishnâme-i Alâ'î", som var uppkallade efter honom och Alauddawla. Ibn Sina deltog också i några av de kampanjer som organiserades av Alauddawla i Saburkhast och Hamedan. Han observerade astronomi för att korrigera fel i kalendern på order av härskaren, och även om han inte kunde uppnå fullständiga resultat, kunde han klargöra olika frågor.
Under åren som han tillbringade i Isfahan, ledde Ibn Sina ett relativt stillsamt liv. Men efter att sultan Masud av Ghazni erövrade Isfahan, plundrades hans hem och bibliotek, vilket fick honom att uppleva en stor chock. Under denna tid försämrades också hans hälsa, eftersom han drabbades av den sjukdomen Fibromyalgi som var vanlig under hans tid. Ibn Sina försökte bota sig själv, och vid ett tillfälle verkade han ha återhämtat sig, men han kunde inte helt återhämta sig. När Alauddawla gick på en kampanj till Hamedan, blev Ibn Sina sjuk igen medan han var med honom på vägen, och när de nådde Hamedan dog han. Hans grav finns i Hamedan.
Det sägs att Ibn Sina var mycket intelligent, flitig och from, men hade en personlighet som inte kunde tolerera nederlag, utöver det häftiga temperamentet som hans överdrivna förtroende för sin egen intelligens och kunskap orsakade. En debatt han hade med språkvetaren Abu Mansur al-Jubbai i närvaro av Alauddawla visar på hans karaktär. Enligt Juzjani sa al-Jubbai under denna debatt att Ibn Sina inte hade någon kunskap om språk, varpå Ibn Sina arbetade i tre år för att uppnå en överlägsen nivå inom språk och skrev böcker om ämnet. Till slut träffade han al-Jubbai igen och lämnade honom i en situation där han bad om ursäkt.
Ibn Sina, som var på toppen av den islamiska filosofiska traditionen som började med Al-Kindi, är mycket påverkad av Al Farabi i sitt filosofiska system. Han kan betraktas som Al Farabis elev och efterträdare. Ändå överträffade han sin lärare och lämnade hans namn i andra hand i historien. Detta berodde på att han var en mycket skicklig och systematisk författare än sina föregångare. Islamiska filosofer som kritiserade Ibn Sina, såsom al-Ghazali och Fakhr al-Din al-Razi, påverkades också av honom. Det kan sägas att Ibn Sina var den enda personen som skapade ett utmärkt filosofiskt system som dominerade den islamiska filosofiska traditionen i århundraden.
Det har föreslagits av vissa författare sedan 1950-talet, som Corbin och Türker-Küyel, att Ibn Sina antog shia-islam, särskilt under inflytande av ismailisk tanke och att hans filosofi grundades inom detta ramverk. Denna påstående har uppstått på grund av påverkan från hans far som hade relationer med ismailiter, samt på grund av de idéer och begrepp som han presenterade i sitt filosofiska system. Även om Ibn Sina noterade att han hade lyssnat på ismailiska filosofiska åsikter i sitt fars hus, hävdade han att hans far och bror erkände på detta, men han själv inte antog dessa åsikter (Ibn Abi Usaybia, s. 437). "Ibn Sinas lärare inkluderar även författaren Ismail al-Zahid från Hanafi-skolan, vilket visar att han inte fick sin religiösa utbildning från en Shia eller Ismaili-miljö. Dessutom används begrepp som helig kraft, imam, arif, sudur och feyezan i Ibn Sinas filosofiska system inte på det sätt som påstås av shiiter, särskilt Ismailis. Utöver det finns inga koncept som förmedling, oskuld, takiyye, tolv imamer eller liknande i tänkarens filosofi. Därför verkar påståenden om att han var en shiamuslim eller att hans filosofi byggde på shiitiska idéer vara felaktiga.

## Vetenskap
Avicenna tolkade systematiskt den del av den antika grekiska vetenskapen som bevarats i den islamiska kulturkretsen.
I sitt filosofiska tänkande utgick Avicenna från Al Farabis med nyplatonismen besläktade riktning, men närmade sig Aristoteles. Hans största filosofiska arbete, al-Shifa, den första systematiska framställningen av den peripatetiska filosofin, översattes flera gånger till latin, så även hans logik och metafysik. Han var den förste filosof att skilja mellan essens (vad något är) och existens (att något är). Han menade att de är två olika ting, med undantag av Gud där de sammanfaller. Han räknade med en substantiell själ, som kan överleva den kroppsliga döden, men förnekade kroppens uppståndelse. Dessa läror väckte häftig kritik hos Ghazali, vilket ledde till en stagnation i den islamska filosofin efter Avicenna. Avicenna kom att uppfattas som en oislamisk tänkare.
Mest berömd är Avicenna för sin medicinska encyklopedi, Qānun (i fem böcker), som var kompilerad efter arabiska framställningar av den grekiska medicinen, framför allt Galenos, och under många århundraden tjänade som kodex för medicinskt vetande, i Europa ända in på 1600-talet, i vissa trakter av Orienten ända in på 1900-talet. Arbetet översattes till latin omkring 30 gånger och gavs ut på arabiska i Rom 1593 (i 4 band). Avicenna räknas som en av läkekonstens stora gestalter.

## Eftermäle
Avicenna spelade en avgörande roll för den islamiska upplysningsfilosofin. Han var också betydelsefull för Europa genom att förmedla det antika kunskapsarvet. George Sarton kallade honom för den mest kända vetenskapsmannen inom islam. Han har även kallats "den moderna läkarvetenskapens fader".
Nedslagskratern Avicenna på månen och asteroiden 2755 Avicenna är uppkallad efter honom.